# Seznam čchingských císařů

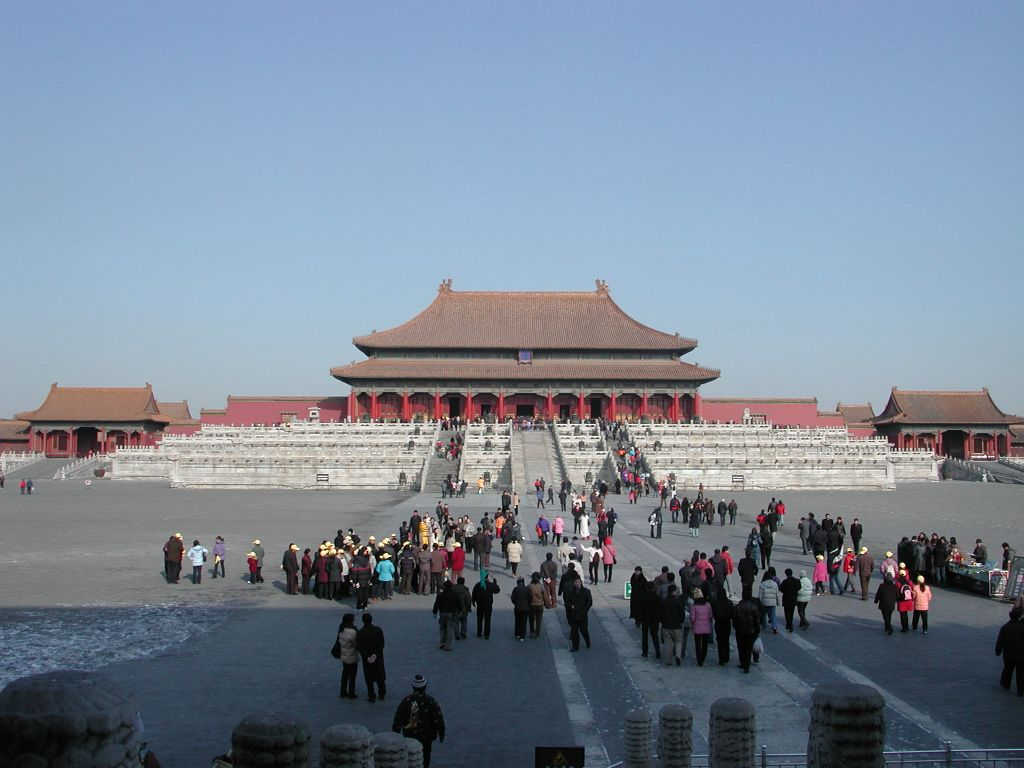
Palác nejvyšší harmonie v Zakázaném městě v Pekingu. Probíhaly zde korunovace a oslavy svátků.

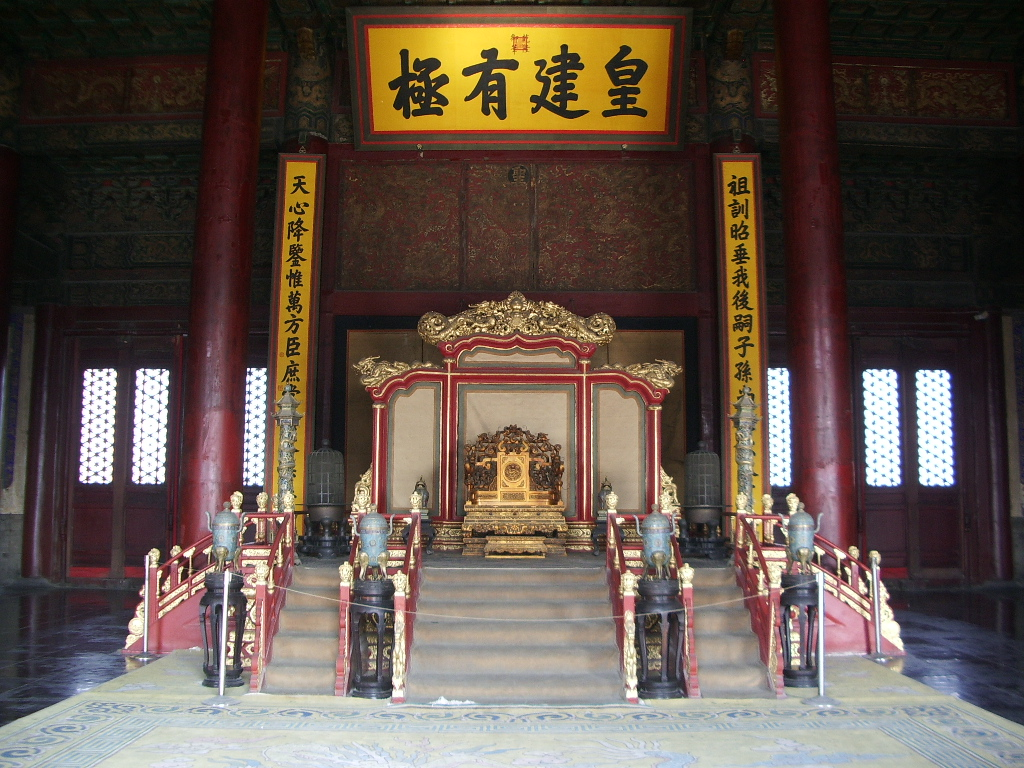
Císařský trůn v Paláci zachování harmonie v Zakázaném městě v Pekingu. Zde císař přijímal zahraniční vyslance.

Čchingští císaři z rodu Aisin Gioro vládli v letech 1636–1911 Mandžusku a od roku 1644 i Číně.
K moci pozvedl rod Aisin Gioro – dynastii Čching – koncem 16. století Nurhači, původně náčelník jednoho z džürčenských kmenů. Nurhači sjednotil Džürčeny a roku 1616 se prohlásil za chána říše (pozdní) Ťin. Jeho nástupce Chung Tchaj-ťi po deseti letech vlády přejmenoval roku 1636 svůj národ na Mandžuy a sám se stal císařem říše Čching. Roku 1644 čchingská vojska dobyla severní Čínu na dynastii Ming. Dobývání Číny se však protáhlo až do konce 60. let 17. století.
Včetně Chung Tchaj-ťi vládlo čchingské říši 275 let celkem 11 císařů. Sídlili v Zakázaném městě, komplexu paláců a budov v Pekingu o rozloze 72 ha.
Roku 1912 se poslední čchingský císař Pchu-i vzdal vlády, byl mu však ponechán titul císaře a nadále žil v Zakázaném městě. Pokus o jeho opětné dosazení na trůn roku 1917 byl neúspěšný a v listopadu 1924 byl Pchu-i za Zakázaného města vyhnán a titulu císaře zbaven.

## Císaři dynastie Čching
Osobní jméno (ekvivalent dnešního evropského křestního jména) císaře bylo po jeho nastoupení na trůn tabuizováno. Císař byl jmenován a oslovován tituly s různým stupněm obřadnosti – Vaše veličenstvo (陛下, pi-sia), Jeho veličenstvo císař (皇上, chuang-šang, nebo prostě 上, šang). Po smrti obdržel čestné posmrtné jméno, u čchingských císařů obvykle z 23–25 znaků. Dalším jménem udělovaným posmrtně bylo chrámové jméno, určené k použití při obřadech v chrámu předků dynastie. Vzhledem k opakování stejných chrámových a posmrtných jmen pro císaře různých dynastií se v případě nutnosti používá jméno dynastie jako rozlišovač. Chuang Tchaj-ťi je pak psán „Čching Tchaj-cung“.
Éra vlády je název kratšího či delšího období vlády, čchingští císaři obvykle vyhlašovali pouze jednu po dobu své vlády. Jsou proto běžně označováni jménem své éry.
| Osobní jméno           | Portrét                       | Narození Úmrtí                    | Vláda                                                      | Éra                                                      | Jméno               | Jméno           |
| Osobní jméno           | Portrét                       | Narození Úmrtí                    | Vláda                                                      | Éra                                                      | posmrtné (zkrácené) | chrámové        |
| ---------------------- | ----------------------------- | --------------------------------- | ---------------------------------------------------------- | -------------------------------------------------------- | ------------------- | --------------- |
| Chuang Tchaj-ťi 皇太極 | Portrét císaře Chung Tchaj-ťi | 28. listopadu 1592 21. září 1643  | 15. května 1636 – 21. září 1643                            | Čchung-te, 天聰 15. května 1636 – 7. února 1644          | Wen-ti 文帝         | Tchaj-cung 太宗 |
| Fu-lin 福臨            | Portrét císaře Šun-č’         | 15. března 1638 5. února 1661     | 8. října 1643 – 5. února 1661                              | Šun-č’, 順治 8. února 1644 – 18. února 1662              | Čang-ti 章帝        | Š’-cu 世祖      |
| Süan-jie 玄燁          | Portrét císaře Kchang-si      | 4. května 1654 20. prosince 1722  | 5. února 1661 – 20. prosince 1722                          | Kchang-si, 康熙 18. února 1662 – 4. února 1723           | Žen-ti 仁帝         | Šeng-cu 聖祖    |
| Jin-čen 胤禛           | Portrét císaře Jung-čenga     | 13. prosince 1678 8. října 1735   | 27. prosince 1722 – 8. října 1735                          | Jung-čeng, 雍正 5. února 1723 – 11. února 1736           | Sien-ti 憲帝        | Š’-cung 世宗    |
| Chung-li 弘曆          | Portrét císaře Čchien-lung    | 25. září 1711 7. února 1799       | 11. října 1735 – 8. února 1796                             | Čchien-lung, 乾隆 12. února 1736 – 8. února 1796         | Čchun-ti 純帝       | Kao-cung 高宗   |
| Jung-jen 顒琰          | Portrét císaře Ťia-čchinga    | 13. listopadu 1760 2. září 1820   | 9. února 1796 – 2. září 1820                               | Ťia-čching, 嘉慶 9. února 1796 – 2. února 1821           | Žuej-ti 睿帝        | Žen-cung 仁宗   |
| Min-ning 旻寧          | Portrét císaře Tao-kuanga     | 16. září 1782 25. února 1850      | 3. října 1820 – 25. února 1850                             | Tao-kuang, 道光 3. února 1821 – 31. ledna 1851           | Čcheng-ti 成帝      | Süan-cung 宣宗  |
| I-ču 奕詝              | Portrét císaře Sien-fenga     | 17. července 1831 22. srpna 1861  | 9. března 1850 – 22. srpna 1861                            | Sien-feng, 咸豐 1. února 1851 – 29. ledna 1862           | Sien-ti 顯帝        | Wen-cung 文宗   |
| Caj-čchun 載淳         | Portrét císaře Tchung-č’      | 27. dubna 1856 12. ledna 1875     | 11. listopadu 1861 – 12. ledna 1875                        | Tchung-č’, 同治 30. ledna 1862 – 5. února 1875           | I-ti 毅帝           | Mu-cung 穆宗    |
| Caj-tchien 載湉        | Portrét císaře Kuang-sü       | 14. srpna 1871 11. listopadu 1908 | 25. února 1875 – 11. listopadu 1908                        | Kuang-sü, 光緒 6. února 1875 – 21. ledna 1909            | Ťing-ti 景帝        | Te-cung 德宗    |
| Pchu-i 溥儀            | Císař Pchu-i                  | 7. února 1906 17. října 1967      | 2. prosince 1908 – 12. února 1912 a 1. – 12. července 1917 | Süan-tchung, 宣統 22. ledna 1909 – 12. února 1912 a 1917 | Sün-ti 遜帝         | –               |